# Sant’Irene (Lecce)
A Sant’Irene vagy Sant’Irene dei Teatini egy templom Lecce történelmi központjában.

## Leírása
1591-ben épült barokk stílusban a teatinusok számára Francesco Grimaldi tervei szerint. A templom főhomlokzatát lizénák és fülkék díszítik, valamint egy gazdagon faragott portál, amelyen a névadó, Szent Irén szobra áll. Ez utóbbi Mauro Manieri munkája 1717-ből. A homlokzatot megkoronázó timpanonon a város címere látható. A templom belsője egy hajós, latin kereszt alaprajzú. A főoltár 1753-ban készült, festményét Oronzo Tiso alkotta. A kereszthajó bal végében Francesco Antonio Zimbalo egyik utolsó műve látható, Szent Orontius oltára.